# Aeroporto di Perugia
L'aeroporto Internazionale dell'Umbria-Perugia "San Francesco d'Assisi" è un aeroporto civile che serve la regione Umbria, situato in località Sant'Egidio, nel Comune di Perugia, a 12 km di distanza dal centro del Capoluogo umbro e da Assisi.

## L'aeroporto

### Storia
Il campo di aviazione, chiamato dall’Aeronautica repubblicana della Repubblica Sociale Italiana “aeroporto sud n.31”, si trovava a quasi 12 km da Perugia, verso Bastia Umbra, a quasi 211 metri sul livello del mare. Nel 1944 era nel quadrato mappale italiano D.F. ed aveva un’ottima pista pavimentata, con direzione sud-nord-ovest, lunga 1000 metri. Venne inaugurato alla presenza di Mussolini nel 1938. Il campo di S. Egidio era importante per italiani e tedeschi, che schieravano, e schiereranno nei primi mesi del 1944, sia sul campo che in zona, molti reparti. Dal 1º giugno 1943 all'8 settembre successivo era la sede del Raggruppamento Bombardamento Terrestre della 3ª Squadra aerea della Regia Aeronautica.
L'aeroporto è l'unico scalo per voli di linea passeggeri della regione, essendo l'altro aeroporto umbro di Foligno destinato a funzioni diverse. L'aeroporto è stato completamente rinnovato nel 2011, con la realizzazione di una nuova aerostazione su progetto dall'architetto Gae Aulenti.
Nel maggio 2011 è stata ufficializzata dall'Enac la nuova denominazione dello scalo in “Aeroporto Internazionale dell'Umbria-Perugia San Francesco d'Assisi”.
Il 15 luglio 2009, in occasione della firma dell'accordo riguardante il potenziamento dell'infrastruttura, l'ENAC ha firmato con la SASE la convenzione per la gestione totale dell'aeroporto dell'Umbria per una durata di 20 anni.
Nel 2014 il ministro dell'economia Pier Carlo Padoan ha firmato, dopo il ministro dei trasporti Maurizio Lupi, l'affidamento ventennale della concessione dell'aeroporto “San Francesco” di Perugia alla società SASE.
Il 19 febbraio 2015 la conferenza Stato-Regioni ha approvato il piano nazionale degli aeroporti nel quale l'aeroporto “San Francesco” di Perugia è stato inserito nella lista degli scali considerati di "Interesse nazionale", inclusione fatta a due condizioni: la specializzazione dello scalo e una sua "riconoscibile vocazione funzionale al sistema all'interno del bacino di utenza" e la dimostrazione, tramite un piano industriale corredato da un piano economico-finanziario, che l'aeroporto è in grado di raggiungere l'equilibrio economico-finanziario anche tendenziale e adeguati indici di solvibilità patrimoniale almeno su un triennio. La mancanza di queste condizioni determinerà l'uscita dello scalo dall'elenco degli aeroporti di interesse nazionale.

### Nuovo terminal (2011)

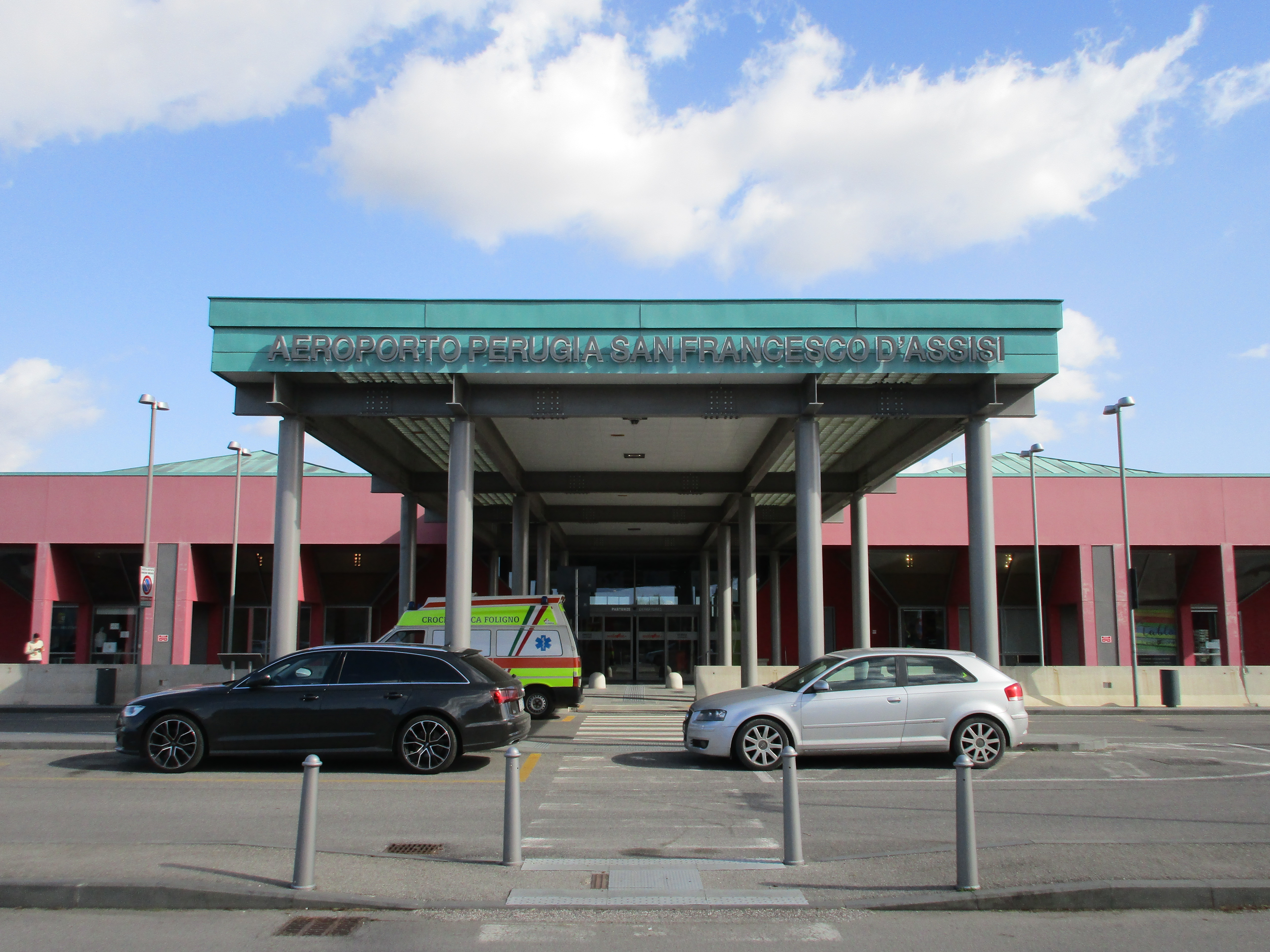
L'ingresso del nuovo terminal (2020)

Inserita tra le strutture di missione nell'ambito delle celebrazioni per i 150 anni dall'Unità d'Italia, nel 2011 l'aeroporto è stato rinnovato per un importo di oltre 42 milioni di euro. Il finanziamento è stato ripartito tra la struttura di missione, per circa 26,8 milioni di euro, la Regione Umbria per un importo pari a 12 milioni di euro e l'Enac per i restanti 3,3 milioni di euro. Nel 2007 si era svolta una gara d'appalto per la progettazione esecutiva in vista delle celebrazioni per i 150 anni dell'unità d'Italia, per i quali l'Aeroporto di Perugia è stato designato come facente parte della Struttura di Missione.
La nuova struttura può gestire oltre 500 000 utenze.
La struttura è stata notevolmente rimodernata, in particolare, si sono svolti i seguenti lavori:
- Costruzione di una nuova caserma dei Vigili del Fuoco;
- Costruzione di un nuovo terminal;
- Rifacimento della taxiway "B" e costruzione di una nuova taxiway "C" parallela alla pista;
- Riqualifica della stopway (primi 100 m in testata 01).
- Ampliamento parcheggi a 400 posti auto.

### Caratteristiche fisiche della pista

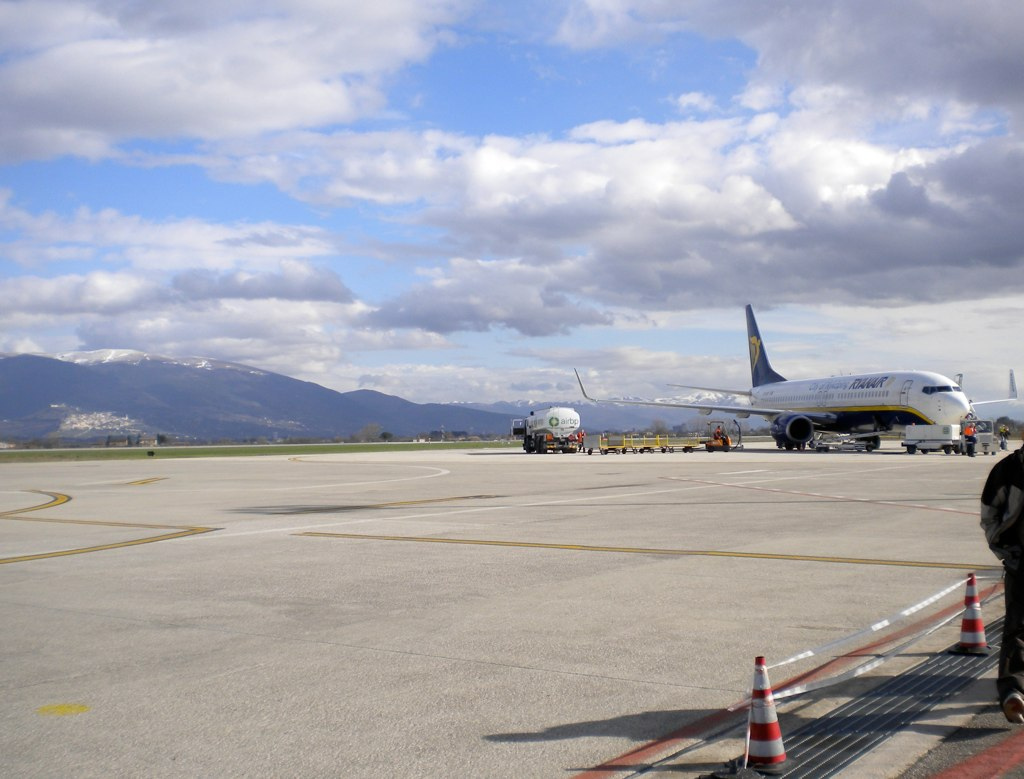
Boeing 737-800 della Ryanair sul piazzale dell'aeroporto (2010)

Lo sviluppo totale del nastro pavimentato in conglomerato bituminoso è pari a 2299 m, la larghezza è pari a 45 m con shoulder laterali di 7,50 m ognuno. La strip di pista è regolamentare in quanto è larga 300 m per l'intera lunghezza.
La RESA 01 è regolamentare, con dimensioni 150 × 240 m; la RESA 19 è ridotta, con dimensioni 90 × 90 m, a causa di impedimenti fisici che non consentono di ampliarla.
Entrambe le testate sono dotate di sistema ottico di avvicinamento PAPI.

### Procedura di avvicinamento

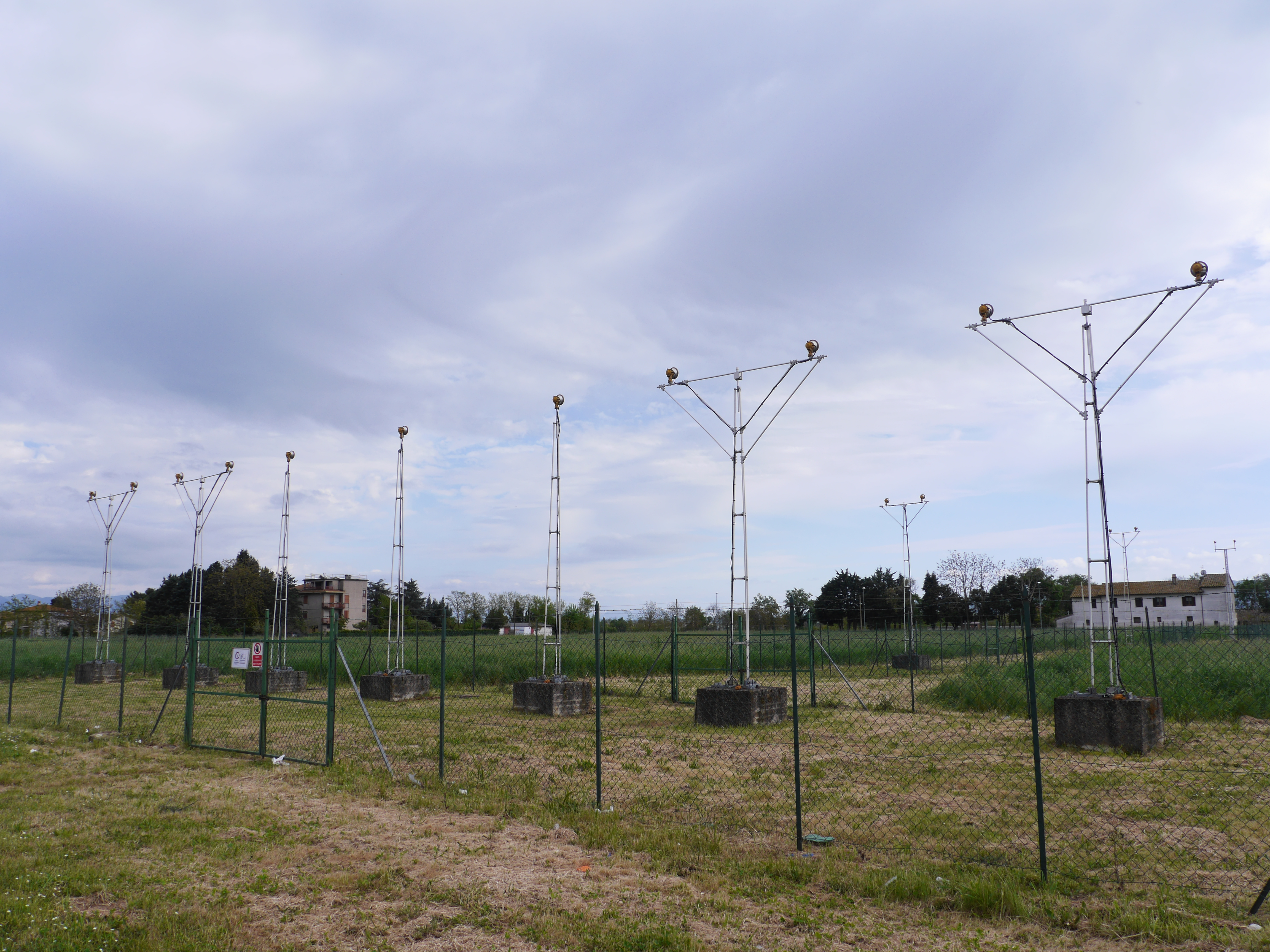
Le antenne di terra dell'apparato ILS sulla pista 01 dell'aeroporto (2014)

Per pista 01 sono previste e pubblicate varie procedure di avvicinamento strumentale, di precisione e non di precisione grazie alla presenza del sistema ILS, e di radioassistenze VOR/DME, LO ed NDB.
Non è previsto l'avvicinamento strumentale diretto alla pista 19; occorre pertanto effettuare un avvicinamento per la 01, quindi un circling per pista 19.

## Trasporti e collegamenti

### Bus
Il terminal aeroportuale è collegato tramite un servizio di autobus di Busitalia con Perugia (distante 12 km, tempo di percorrenza 20 minuti con fermate in Piazza Italia e presso la stazione ferroviaria), Assisi e Foligno.  Inoltre, un bus navetta della compagnia ACAP - Sulga collega lo scalo con la stazione ferroviaria, il centro storico di Perugia ed altre fermate intermedie. 

### Auto
In automobile, l'aeroporto è raggiungibile mediante due bretelle stradali, attivate nel 2011, che dalle località di Ospedalicchio e Petrignano collegano lo scalo, rispettivamente, con la Strada statale 75 Centrale Umbra , sull'asse Perugia - Assisi - Foligno, e la  Strada Statale 318 di Valfabbrica, tratto iniziale della direttrice interregionale Perugia - Ancona.

### Treno
L'area dell'aeroporto dista poco più di un chilometro dalla ferrovia Foligno - Terontola e dalla fermata dismessa di Ospedalicchio. Nel corso del 2024, la Regione Umbria intende presentare il progetto per la realizzazione di una nuova stazione in località Collestrada, dalla quale sarà possibile raggiungere l'aeroporto mediante una linea metropolitana di superficie.

## Dati di traffico e statistiche
Questo grafico non è disponibile a causa di un problema tecnico.
Si prega di non rimuoverlo.
Vedi la query Wikidata di origine.

| Anno | Passeggeri | Percentuale | Movimenti | Fonte  |
| ---- | ---------- | ----------- | --------- | ------ |
| 2007 | 97 027     | 114,3%      | 8500      | [ 10 ] |
| 2008 | 114 072    | 17,6%       | 6771      | [ 10 ] |
| 2009 | 123 432    | 8,2%        | 5826      | [ 10 ] |
| 2010 | 113 351    | 8,2%        | 4354      | [ 10 ] |
| 2011 | 175 629    | 54,9%       | 4386      | [ 10 ] |
| 2012 | 201 926    | 15,0%       | 4171      | [ 10 ] |
| 2013 | 215 550    | 6,8%        | 3802      | [ 10 ] |
| 2014 | 209 364    | 2,9%        | 3455      | [ 10 ] |
| 2015 | 274 027    | 30,9%       | 5963      | [ 10 ] |
| 2016 | 221 941    | 19%         | 4570      | [ 10 ] |
| 2017 | 250 133    | 12,7%       | 4182      | [ 10 ] |
| 2018 | 223 436    | 10,7%       | 3972      | [ 10 ] |
| 2019 | 219 183    | 1,9%        | 3850      | [ 10 ] |
| 2020 | 77 260     | 64,8%       | 2377      | [ 10 ] |
| 2021 | 144 939    | 87,6%       | 3661      | [ 10 ] |
| 2022 | 369 224    | 155%        | 5519      | [ 10 ] |
| 2023 | 532 474    | 46,1%       | 6170      | [ 10 ] |
| 2024 | 534210     | 0,3%        |           |        |

### Statistiche mensili di traffico
|                     | 2019    | 2020   | 2021    | 2022    | 2023    | 2024    | 2025    |
| ------------------- | ------- | ------ | ------- | ------- | ------- | ------- | ------- |
| Gennaio             | 11.416  | 14.681 | 1.103   | 6.181   | 16.538  | 18.144  | 20.476  |
| Febbraio            | 10.009  | 14.250 | 304     | 6.917   | 17.080  | 15.694  | 20.857  |
| Marzo               | 12.471  | 3.065  | 402     | 15.124  | 26.147  | 23.660  | 29.453  |
| Aprile              | 21.751  | 0      | 321     | 29.261  | 56.837  | 51.017  | 63.587  |
| Maggio              | 21.427  | 10     | 7.062   | 37.355  | 57.043  | 56.196  | 68.910  |
| Giugno              | 21.731  | 841    | 14.518  | 41.378  | 60.881  | 62.481  | 73.051  |
| Luglio              | 23.428  | 10.542 | 22.215  | 51.506  | 67.852  | 67.733  | 81.154  |
| Agosto              | 23.502  | 13.843 | 26.947  | 55.740  | 71.216  | 69.525  | -       |
| Settembre           | 21.870  | 11.678 | 23.653  | 47.829  | 63.189  | 62.532  | -       |
| Ottobre             | 20.001  | 6.143  | 24.865  | 42.743  | 53.913  | 53.266  | -       |
| Novembre            | 16.203  | 1.563  | 10.727  | 17.879  | 19.775  | 27.661  | -       |
| Dicembre            | 15.374  | 644    | 12.922  | 17.309  | 22.007  | 26.301  | -       |
| TOTALE              | 219.183 | 77.260 | 144.939 | 369.222 | 532.478 | 534.210 | 357.488 |
| Fonte: Assaeroporti |         |        |         |         |         |         |         |

## Servizi
- Accessibilità ai diversamente abili
- Autonoleggio
- Bar
- Dogana
- Edicola e tabacchi
- Parcheggio
- Polizia di frontiera
- Sala d'attesa
- Taxi
- Toilette